# Рубин, Гейл
Гейл Рубин (англ. Gayle Rubin; род. 1 января 1949) — американский антрополог, активистка и теоретик в сфере гендерной и сексуальной политики. Адъюнкт-профессор антропологии и женских исследований Мичиганского университета. Имеет большой круг интересов: ЛГБТ-исследования; сексуальная география; сексология, история сексологии и взаимосвязи между сексологическими и расовыми классификациями; феминистская теория; этнография геев и лесбиянок.

## Биография
В 1978 году Рубин переехала в Сан-Франциско и начала изучать кожаную субкультуру. В июне того же года вместе с Патриком Калифиа и 16 другими сподвижницами она основала первую известную лесбийскую феминистскую БДСМ-группу — Самуа. Группа распалась в мае 1983 года и Рубин присоединилась к учреждению другой организации — «the Outcasts».
В течение феминистских дебатов 1980-х годов Рубин стала признанной про-секс активисткой.
С 1992 года по 2000 она работала в Leather Archives and Museum.
Гейл Рубин получила учёную степень Ph.D. по антропологии в Мичиганском университете в 1994 году. С 2004 года начала преподавать там. Рубин — автор нескольких революционных в сфере сексуальной и гендерной политики текстов (см. сборник Deviations, 2012) и антропологического исследования представителей и представительниц gay leather subculture (книга имеет название «Долина Царей», ещё не опубликована). Её курс по литературной компаративистике включает семинары по темам «Арии» и «Сексологические теории: от Крафта-Эббинга до Фуко».

## Наиболее известные работы
Впервые Гейл Рубин заметили благодаря её эссе 1975 года «The Traffic in Women: Notes on the 'Political Economy' of Sex», в котором она описывает историко-социальные механизмы продуцирования гендера и принудительной гетеросексуальности и отстаивает тезис вторичной позиции женщины в отношениях. В этом эссе Рубин предложила термин «система пола/гендера», который определила как «ряд приспособлений, благодаря которым общество трансформирует биологическую сексуальность в продукты человеческой деятельности, в форме которых эти трансформированные сексуальные потребности должны быть удовлетворены». Рубин опирается на авторов, которые писали о гендерных и сексуальных отношениях как об экономических институтах, которые выполняют определённые социальные функции и воспроизводятся в психологии детей. Беря за основу Карла Маркса, Фридриха Энгельса, Клода Леви-Строса, Зигмунда Фрейда и Жака Лакана, Рубин критикует их за то, что они так и не смогли предоставить объяснения угнетённому положению женщины и предлагает собственную интерпретацию их идей. Она выдвигает тезис, что воспроизводство рабочей силы зависит от домашней работы, которую выполняет женщина, которая заключается в трансформировании товаров для поддержания рабочего. Капиталистическая система не способна создать избыток без женщин; но общество не предоставляет женщинам доступа к созданным капиталом излишкам.
Рубин доказывает, что именно через исторические паттерны угнетения, женщинам досталась такая роль по капиталистической системы производства. Она анализирует эти паттерны через своё понятие системы пола и гендера. Согласно её теории, гендер — это социально навязанное разделение полов. Она обращается к леви-строссовской теории обмена женщинами в патриархальных обществах, где видит в механизме обмена пример подавленного положения женщины. Далее, она обращается к Марселю Мосу и его очерку о даре, используя идею дара для объяснения того, как само понятие гендера создаётся через механизм обмена женщин в системах родства. Биологически женщины рождаются лицами женского пола, но становятся женщинами (получают соответствующий гендер) в тот момент, когда в процессе обмена проводится различия между тем, кто отдаёт (лицо мужского пола) и тем, что отдаётся (лицо женского пола). Для мужчин, дарения дочерей или сестёр другому мужчине с целью брака обеспечивает создание системы родства между ними и делает передачу сексуального доступа, генеалогического статуса, древа предков и прав. В конце эссе Рубин озвучивает свои мечты об андрогинном и безгендерном обществе, в котором половые различия не будут иметь никаких социально сконструированных и иерархических значений.
В своем эссе 1984 года «Thinking Sex», Рубин исследует систему ценностей, которую различные социальные группы приписывают сексуальности, согласно которой определённые типы поведения определяются как хорошие природе, а другие — как плохие/неестественные. В этой работе она предложила идею «магического круга» сексуальности: что именно тот тип сексуальности, который был привилегированно определённым обществом, — наиболее практиковался этим обществом, тогда как другие типы были вне общества, и соответственно определялись в оппозиции к известному типу. Бинарные оппозиции «магического круга» такие: пара/одинокая человек или группа людей, моногамность/промискуитет, отношения людей с одного поколения/отношения через поколение, только тела/тела и созданные объекты. Теория «порочного круга» отстаивает идею иерархической ценности сексуальных актов. В этом эссе Рубин также исследует определённое количество идеологических формаций, касающиеся сексуальности. Важнейшей из них, она определяет «возражения секса», которую в западной культуре используют для обозначения секса как опасной и деструктивной деятельности. При отсутствии брака, желание деторождения или любовь, сексуальное поведение клеймится как нечто плохое.
Рубин завершает описание различных моделей сексуального поведения заключением о принципе домино сексуальной опасности: люди испытывают необходимость провести черту между хорошим и плохим сексом, и эта линия также разделяет соответственно порядок и хаос. Ведь существует страх относительно того, что разрешение на «плохой» секс будет восприниматься в том числе как разрешение на «плохие» действия. Соответственно, ведущей идеей насчёт секса есть мнение о том, что существует лишь один вид подходящего секса. Обществу не хватает идеи о наборе одобрительных разнообразных типов сексуального поведения. Рубин пытается провести аналогию, что так же как мы учимся видеть другие культуры как те, что отличаются от нашей, но без привития им ярлыка «недоразвитые»; так же нам стоит подумать о похожем понимании различных сексуальных культур.

## Публикации на английском
- «Deviations: A Gayle Rubin Reader», (Durham, NC: Duke University Press, 2012).
- «Самуа», in Marc Stein, ed., «Encyclopedia of Lesbian, Gay, Bisexual, and Transgender History in America», (New York: Charles Scribner’s Sons, 2003). скачать PDF
- «Studying Sexual Subcultures: the Ethnography of Gay Communities in Urban North America», in Ellen Lewin and William Leap, eds., «Out in Theory: The Emergence of Lesbian and Gay Anthropology». (Urbana: University of Illinois Press, 2002)
- «Old Guard, New Guard», in «Cuir Underground», Issue 4.2 — Summer 1998. online text
- «Sites, Settlements, and Urban Sex: Archaeology And The Study of Gay Leathermen in San Francisco 1955—1995», in Robert Schmidt and Barbara Voss, eds., «Archaeologies of Sexuality», (London: Routledge, 2000)
- «The Miracle Mile: South of Market and Gay Male Leather in San Francisco 1962—1996», in James Brook, Chris Carlsson, and Nancy Peters, eds., «Reclaiming San Francisco: History, Politics, Culture», (San Francisco: City Lights Books, 1998)
- «From the Past: The Outcasts» from the newsletter of «Leather Archives & Museum» № 4, Апрель 1998
- «Music from a Bygone Era», in «Cuir Underground», Issue 3.4 — May 1997. online text
- «Elegy for the Valley of the Kings: AIDS and the Leather Community in San Francisco, 1981—1996», in Martin P. Levine, Peter M. Nardi, and John H. Gagnon, eds. «In Changing Times: Gay Men and Lesbians Encounter HIV/AIDS» (University of Chicago Press, 1997)
- «The Valley of the Kings: Leathermen in San Francisco, 1960—1990.» University of Michigan, 1994. «(Doctoral dissertation)»
- «Of catamites and kings: Reflections on butch, gender, and boundaries», in Joan Nestle (Ed). «The Persistent Desire. A Femme-Butch-Reader». Boston: Alyson. 466 (1992)
- «The Catacombs: A temple of the butthole», in Mark Thompson, ed., «Leatherfolk — Radical Sex, People, Politics, and Practice», (Boston: Alyson Publications, 1991).
- «Misguided, Dangerous and Wrong: An Analysis of Anti-Pornography Politics.»
- «Thinking Sex: Notes for a Radical Theory of the Politics of Sexuality», in Carole Vance, ed., «Pleasure and Danger», (Routledge & Kegan, Paul, 1984. Also reprinted in many other collections, including Abelove, H.; Barale, M. A.; Halperin, D. M.(eds), "The Lesbian and Gay Studies Reader(New York: Routledge, 1994).
- «The Leather Menace», «Body Politic» no. 82 (33-35). (April 1982)
- «Sexual Politics, the New Right, and the Sexual Fringe» in «The Age Taboo», Alyson, 1981, pp. 108—115.
- «The Traffic in Women: Notes on the 'Political Economy' of Sex» in Rayna Reiter, ed., «Toward an Anthropology of Women», New York, Monthly Review Press(1975); also reprinted in Second Wave: A Feminist Reader and many other collections.

## Переводы на русский
- Рубин Г. Обмен женщинами: заметки по политэкономии пола // Антология гендерной теории / пер. с англ. И. Караичевой. — Минск: Пропилеи, 2000. — С. 99—113. — ISBN 985-6329-32-9.
  - Рубин Г. Обмен женщинами: заметки о "политической экономии пола"// Хрестоматия феминистских текстов. Переводы / пер. с англ. Т. Барчуновой и Н. Яргомской. — СПб.: Дмитрий Буланин, 2000. — С. 89—139. — ISBN 5-86007-252-x.
- Рубин Г. Размышляя о сексе: заметки о радикальной теории сексуальных политик // Введение в гендерные исследования Ч. II: Хрестоматия / пер. с англ. Я. Боцман. — Харьков—СПб.: ХЦГИ—Алетейя, 2001. — С. 464—533. — ISBN 5-89329-422-Х.